# Erythroxylum striolatum
Erythroxylum striolatum är en tvåhjärtbladig växtart som beskrevs av Otto Eugen Schulz. Erythroxylum striolatum ingår i släktet Erythroxylum och familjen Erythroxylaceae. Inga underarter finns listade i Catalogue of Life.